# Pandemia di COVID-19 a San Marino
Il primo caso della pandemia di COVID-19 a San Marino è stato confermato il 27 febbraio 2020.
Alla data del 26 giugno 2020 sono stati registrati 698 casi positivi, tra cui 656 persone dimesse e guarite e 42 persone decedute, e sono stati effettuati 5 669 tamponi per il virus. Al 26 giugno sono inoltre stati effettuati 16.622 test sierologici sui 33.574 abitanti.
A tale data la Repubblica di San Marino risulta, di gran lunga, al primo posto in Europa e nel mondo per mortalità da COVID-19, con la percentuale di 0,125% deceduti su numero di abitanti.
La Repubblica di San Marino ha registrato il primato mondiale di mortalità da COVID-19 per l'anno 2020, con la percentuale di 0,182% deceduti su numero di abitanti (61 deceduti su 33.574 abitanti).
Le misure di blocco stabilite in Italia sono state messe in atto molto più precocemente da San Marino che ha chiuso le scuole il 22 febbraio ed ha emanato ordinanze con divieti di assembramenti pubblici e privati. Le attrazioni turistiche sono state chiuse e la popolazione è stata posta sotto lockdown dal 9 marzo 2020 fino al 5 maggio 2020. Per evitare la trasmissione del virus ci si è uniformati al modello italiano per quanto riguarda gli incontri pubblici.
I lavoratori che non hanno potuto recarsi al lavoro durante il lockdown hanno ricevuto dallo Stato sammarinese una cassa integrazione straordinaria. Le manovre di aiuti messi in campo da San Marino sono state notevoli per uno Stato così piccolo e che non può più contare sul disavanzo di bilancio dei primi anni duemila. Dopo l'emergenza Covid, l'attuale governo si è rivolto ad organismi internazionali per ricevere fondi.

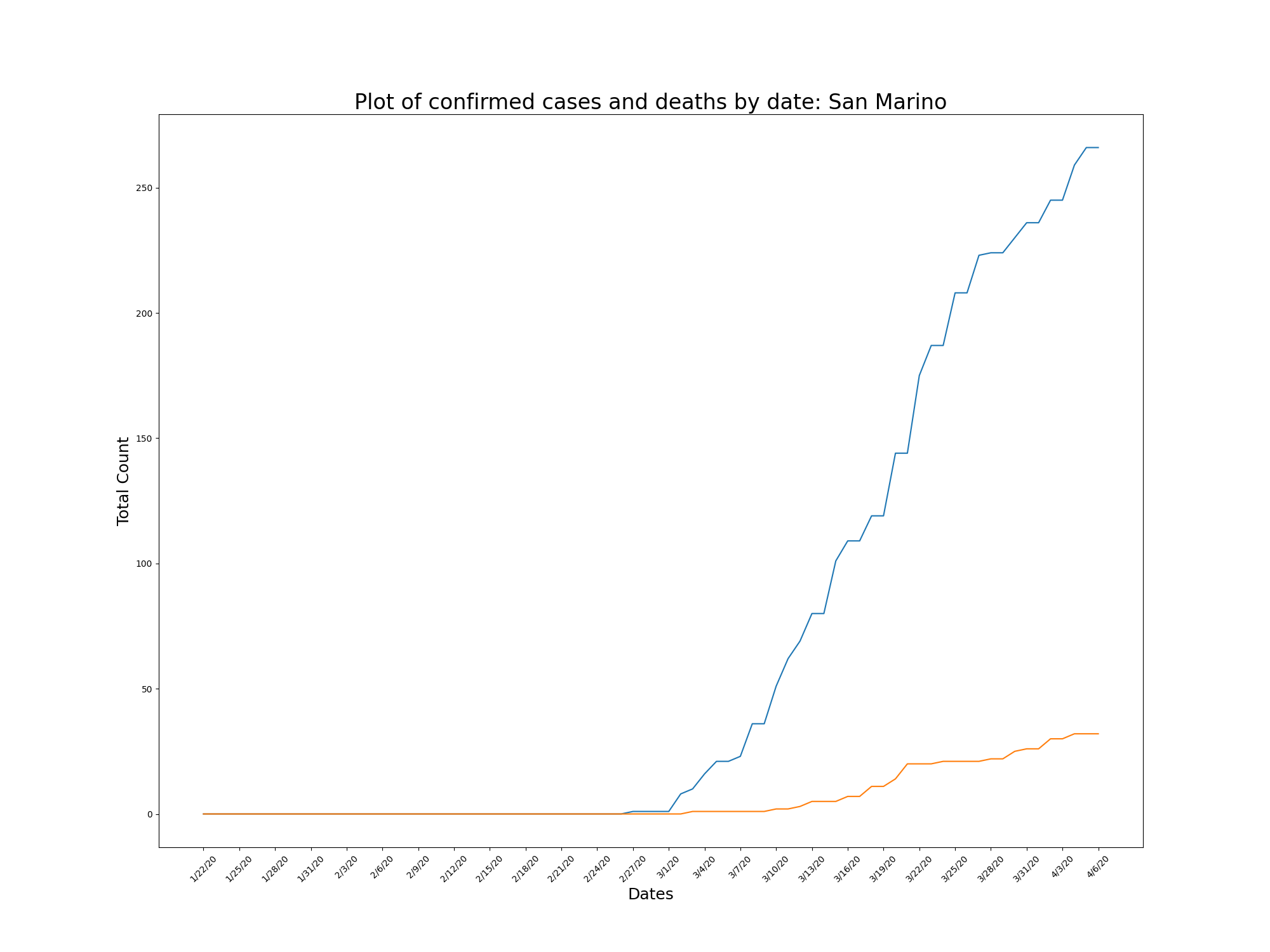
Dati statistici generali sui casi di COVID-19 a San Marino

Inoltre dal 9 marzo 2020 San Marino ha chiuso i confini con l'Italia. I confini sono stati poi riaperti il 5 maggio 2020.
In data 15 aprile 2020, il responsabile delle autorità sanitarie sammarinesi riferisce che i casi positivi sono 21, tra cui 15 donne e 6 uomini su 64 tamponi. Altri dati dal gruppo di coordinamento per le emergenze sanitarie sammarinese riferiscono un numero di 283 contagiati, 36 deceduti, 53 guariti, 113 dimessi, 593 in quarantena domiciliare, 888 quarantene terminate; per un totale di 1481 persone interessate da virus e quarantene fiduciarie.
A causa della pandemia sono state nuovamente posticipate le elezioni amministrative, previste per il 21 giugno, alla data definitiva del 29 novembre.
In totale vi sono stati 698 contagiati da Covid-19, di cui 42 sono deceduti ed i restanti 656 sono guariti.
Il 5 maggio 2023, l'Organizzazione mondiale della sanità dichiara ufficialmente la fine della pandemia.

## Antefatti
Il 12 gennaio 2020, l'Organizzazione mondiale della sanità (OMS) ha confermato che un nuovo coronavirus era la causa di una nuova infezione polmonare che aveva colpito diversi abitanti della città di Wuhan, nella provincia cinese dell'Hubei, il cui caso era stato portato all'attenzione dell'OMS il 31 dicembre 2019.
Sebbene nel tempo il tasso di mortalità del COVID-19 si sia rivelato decisamente più basso di quello dell'epidemia di SARS che aveva imperversato nel 2003, la trasmissione del virus SARS-CoV-2, alla base della COVID-19, è risultata essere molto più ampia di quella del precedente virus del 2003, e ha portato a un numero totale di morti molto più elevato.

## Andamento dei contagi
| Data                                                                                        | Data       |  | Numero di casi | Numero di morti |
| ------------------------------------------------------------------------------------------- | ---------- |  | -------------- | --------------- |
| 27-02-2020                                                                                  | 27-02-2020 |  | 1(N.D.)        |                 |
| 28-02-2020                                                                                  | 28-02-2020 |  | 2(+100%)       |                 |
| 29-02-2020                                                                                  | 29-02-2020 |  | 3(+50%)        |                 |
| 01-03-2020                                                                                  | 01-03-2020 |  | 8(+167%)       |                 |
| 02-03-2020                                                                                  | 02-03-2020 |  | 9(+13%)        | 1(N.D.)         |
| 03-03-2020                                                                                  | 03-03-2020 |  | 11(+22%)       | 1               |
| 04-03-2020                                                                                  | 04-03-2020 |  | 16(+45%)       | 1               |
| 05-03-2020                                                                                  | 05-03-2020 |  | 22(+38%)       | 1               |
| 06-03-2020                                                                                  | 06-03-2020 |  | 24(+9%)        | 1               |
| 07-03-2020                                                                                  | 07-03-2020 |  | 27(+13%)       | 1               |
| 08-03-2020                                                                                  | 08-03-2020 |  | 37(+37%)       | 1               |
| 09-03-2020                                                                                  | 09-03-2020 |  | 51(+38%)       | 2(+100%)        |
| 10-03-2020                                                                                  | 10-03-2020 |  | 62(+22%)       | 2               |
| 11-03-2020                                                                                  | 11-03-2020 |  | 69(+11%)       | 3(+50%)         |
| 12-03-2020                                                                                  | 12-03-2020 |  | 72(+4%)        | 5(+67%)         |
| 13-03-2020                                                                                  | 13-03-2020 |  | 80(+11%)       | 5               |
| 14-03-2020                                                                                  | 14-03-2020 |  | 101(+26%)      | 5               |
| 15-03-2020                                                                                  | 15-03-2020 |  | 109(+8%)       | 7(+40%)         |
| 16-03-2020                                                                                  | 16-03-2020 |  | 115(+6%)       | 9(+29%)         |
| 17-03-2020                                                                                  | 17-03-2020 |  | 119(+3%)       | 11(+22%)        |
| 18-03-2020                                                                                  | 18-03-2020 |  | 127(+7%)       | 14(+27%)        |
| 19-03-2020                                                                                  | 19-03-2020 |  | 144(+13%)      | 14              |
| 20-03-2020                                                                                  | 20-03-2020 |  | 151(+5%)       | 14              |
| 21-03-2020                                                                                  | 21-03-2020 |  | 160(+6%)       | 20(+43%)        |
| 22-03-2020                                                                                  | 22-03-2020 |  | 175(+9%)       | 20              |
| 23-03-2020                                                                                  | 23-03-2020 |  | 187(+7%)       | 20              |
| 24-03-2020                                                                                  | 24-03-2020 |  | 187            | 21(+5%)         |
| 25-03-2020                                                                                  | 25-03-2020 |  | 208(+11%)      | 21              |
| 26-03-2020                                                                                  | 26-03-2020 |  | 218(+5%)       | 21              |
| 27-03-2020                                                                                  | 27-03-2020 |  | 223(+2%)       | 21              |
| 28-03-2020                                                                                  | 28-03-2020 |  | 224(+0.45%)    | 22(+4.76%)      |
| 29-03-2020                                                                                  | 29-03-2020 |  | 229(+2.23%)    | 24(+9.09%)      |
| 30-03-2020                                                                                  | 30-03-2020 |  | 230(+0.44%)    | 25(+4.17%)      |
| 31-03-2020                                                                                  | 31-03-2020 |  | 236(+2.61%)    | 26(+4%)         |
| 01-04-2020                                                                                  | 01-04-2020 |  | 236            | 28(+8%)         |
| 02-04-2020                                                                                  | 02-04-2020 |  | 245(+3.81%)    | 30(+7.14%)      |
| 03-04-2020                                                                                  | 03-04-2020 |  | 251(+2.45%)    | 32(+6.67%)      |
| 04-04-2020                                                                                  | 04-04-2020 |  | 259(+3.19%)    | 32              |
| 05-04-2020                                                                                  | 05-04-2020 |  | 266(+2.7%)     | 32              |
| 06-04-2020                                                                                  | 06-04-2020 |  | 277(+4.14%)    | 32              |
| 07-04-2020                                                                                  | 07-04-2020 |  | 279(+0.72%)    | 34(+6.25%)      |
| 08-04-2020                                                                                  | 08-04-2020 |  | 308(+10.39%)   | 34              |
| 09-04-2020                                                                                  | 09-04-2020 |  | 333(+8.12%)    | 34              |
| 10-04-2020                                                                                  | 10-04-2020 |  | 344(+3.3%)     | 34              |
| 11-04-2020                                                                                  | 11-04-2020 |  | 356(+3.49%)    | 35(+2.94%)      |
| 12-04-2020                                                                                  | 12-04-2020 |  | 356            | 35              |
| 13-04-2020                                                                                  | 13-04-2020 |  | 371(+4.21%)    | 36(+2.86%)      |
| 14-04-2020                                                                                  | 14-04-2020 |  | 372(+0.27%)    | 36              |
| 15-04-2020                                                                                  | 15-04-2020 |  | 393(+5.65%)    | 36              |
| 16-04-2020                                                                                  | 16-04-2020 |  | 426(+8.4%)     | 38(+5.56%)      |
| 17-04-2020                                                                                  | 17-04-2020 |  | 435(+2.11%)    | 39(+2.63%)      |
| 18-04-2020                                                                                  | 18-04-2020 |  | 455(+4.6%)     | 39              |
| 19-04-2020                                                                                  | 19-04-2020 |  | 461(+1.32%)    | 39              |
| 20-04-2020                                                                                  | 20-04-2020 |  | 462(+0.22%)    | 39              |
| 21-04-2020                                                                                  | 21-04-2020 |  | 476(+3.03%)    | 40(+2.56%)      |
| 22-04-2020                                                                                  | 22-04-2020 |  | 488(+2.52%)    | 40              |
| 23-04-2020                                                                                  | 23-04-2020 |  | 501(+2.66%)    | 40              |
| 24-04-2020                                                                                  | 24-04-2020 |  | 513(+2.4%)     | 40              |
| 25-04-2020                                                                                  | 25-04-2020 |  | 535(+4.29%)    | 40              |
| 26-04-2020                                                                                  | 26-04-2020 |  | 538(+0.56%)    | 41(+2.5%)       |
| 27-04-2020                                                                                  | 27-04-2020 |  | 538            | 41              |
| 28-04-2020                                                                                  | 28-04-2020 |  | 553(+2.79%)    | 41              |
| 29-04-2020                                                                                  | 29-04-2020 |  | 563(+1.81%)    | 41              |
| 30-04-2020                                                                                  | 30-04-2020 |  | 569(+1.07%)    | 41              |
| 01-05-2020                                                                                  | 01-05-2020 |  | 580(+1.93%)    | 41              |
| 02-05-2020                                                                                  | 02-05-2020 |  | 580            | 41              |
| 03-05-2020                                                                                  | 03-05-2020 |  | 582(+0.34%)    | 41              |
| 04-05-2020                                                                                  | 04-05-2020 |  | 582            | 41              |
| 05-05-2020                                                                                  | 05-05-2020 |  | 589(+1.2%)     | 41              |
| 06-05-2020                                                                                  | 06-05-2020 |  | 608(+3.23%)    | 41              |
| 07-05-2020                                                                                  | 07-05-2020 |  | 622(+2.3%)     | 41              |
| 08-05-2020                                                                                  | 08-05-2020 |  | 623(+0.16%)    | 41              |
| 09-05-2020                                                                                  | 09-05-2020 |  | 627(+0.64%)    | 41              |
| 10-05-2020                                                                                  | 10-05-2020 |  | 628(+-1.41%)   | 41              |
| 11-05-2020                                                                                  | 11-05-2020 |  | 628            | 41              |
| 12-05-2020                                                                                  | 12-05-2020 |  | 638(+1.59%)    | 41              |
| 13-05-2020                                                                                  | 13-05-2020 |  | 643(+0.78%)    | 41              |
| 14-05-2020                                                                                  | 14-05-2020 |  | 648(+0.78%)    | 41              |
| 15-05-2020                                                                                  | 15-05-2020 |  | 652(+0.62%)    | 41              |
| 16-05-2020                                                                                  | 16-05-2020 |  | 653(+0.15%)    | 41              |
| 17-05-2020                                                                                  | 17-05-2020 |  | 654(+0.15%)    | 41              |
| 18-05-2020                                                                                  | 18-05-2020 |  | 654            | 41              |
| 19-05-2020                                                                                  | 19-05-2020 |  | 655(+0.15%)    | 41              |
| 20-05-2020                                                                                  | 20-05-2020 |  | 656(+0.15%)    | 41              |
| 21-05-2020                                                                                  | 21-05-2020 |  | 658(+0.3%)     | 41              |
| 22-05-2020                                                                                  | 22-05-2020 |  | 659(+0.15%)    | 41              |
| 23-05-2020                                                                                  | 23-05-2020 |  | 665(+0.91%)    | 42(+2.44%)      |
| 24-05-2020                                                                                  | 24-05-2020 |  | 665            | 42              |
| 25-05-2020                                                                                  | 25-05-2020 |  | 666(+0.15%)    | 42              |
| 26-05-2020                                                                                  | 26-05-2020 |  | 666            | 42              |
| 27-05-2020                                                                                  | 27-05-2020 |  | 667(+0.15%)    | 42              |
| 28-05-2020                                                                                  | 28-05-2020 |  | 670(+0.45%)    | 42              |
| 29-05-2020                                                                                  | 29-05-2020 |  | 671(+0.15%)    | 42              |
| 30-05-2020                                                                                  | 30-05-2020 |  | 671            | 42              |
| 31-05-2020                                                                                  | 31-05-2020 |  | 671            | 42              |
| 01-06-2020                                                                                  | 01-06-2020 |  | 671            | 42              |
| 02-06-2020                                                                                  | 02-06-2020 |  | 672(+0.15%)    | 42              |
| 03-06-2020                                                                                  | 03-06-2020 |  | 674(+0.3%)     | 42              |
| 04-06-2020                                                                                  | 04-06-2020 |  | 678(+0.59%)    | 42              |
| 05-06-2020                                                                                  | 05-06-2020 |  | 680(+0.29%)    | 42              |
| 06-06-2020                                                                                  | 06-06-2020 |  | 680            | 42              |
| 07-06-2020                                                                                  | 07-06-2020 |  | 680            | 42              |
| 08-06-2020                                                                                  | 08-06-2020 |  | 687(+1.03%)    | 42              |
| 09-06-2020                                                                                  | 09-06-2020 |  | 688(+0.15%)    | 42              |
| 10-06-2020                                                                                  | 10-06-2020 |  | 691(+0.44%)    | 42              |
| 11-06-2020                                                                                  | 11-06-2020 |  | 691            | 42              |
| 12-06-2020                                                                                  | 12-06-2020 |  | 694(+0.43%)    | 42              |
| 13-06-2020                                                                                  | 13-06-2020 |  | 694            | 42              |
| 14-06-2020                                                                                  | 14-06-2020 |  | 694            | 42              |
| 15-06-2020                                                                                  | 15-06-2020 |  | 694            | 42              |
| 16-06-2020                                                                                  | 16-06-2020 |  | 694            | 42              |
| 17-06-2020                                                                                  | 17-06-2020 |  | 696(+0.29%)    | 42              |
| 18-06-2020                                                                                  | 18-06-2020 |  | 696            | 42              |
| 19-06-2020                                                                                  | 19-06-2020 |  | 696            | 42              |
| 20-06-2020                                                                                  | 20-06-2020 |  | 696            | 42              |
| 21-06-2020                                                                                  | 21-06-2020 |  | 696            | 42              |
| 22-06-2020                                                                                  | 22-06-2020 |  | 697(+0.14%)    | 42              |
| 23-06-2020                                                                                  | 23-06-2020 |  | 698(+0.14%)    | 42              |
| 24-06-2020                                                                                  | 24-06-2020 |  | 698            | 42              |
| 25-06-2020                                                                                  | 25-06-2020 |  | 698            | 42              |
| 26-06-2020                                                                                  | 26-06-2020 |  | 698            | 42              |
| Fonti: - Istituto per la Sicurezza Sociale - San Marino Coronavirus Cases Worldometers.info |            |  |                |                 |

### Tabelle e grafici sulla distribuzione dei casi
| Castello                       | Casi confermati | Decessi | Guarigioni | Tamponi eseguiti | Casi attivi |
| San Marino                     | 698             | 42      | 656        | 5 669            | 0           |
| ------------------------------ | --------------- | ------- | ---------- | ---------------- | ----------- |
| Aggiornamento: 26 giugno 2020. |                 |         |            |                  |             |

## Statistiche
| fascia di età                  | fascia di età |  | casi (%) | casi (%) |
| ------------------------------ | ------------- |  | -------- | -------- |
| 0-15 anni                      | 0-15 anni     |  | (3.63%)  | (3.63%)  |
| 16-35 anni                     | 16-35 anni    |  | (16.57%) | (16.57%) |
| 36-50 anni                     | 36-50 anni    |  | (26.45%) | (26.45%) |
| 51-64 anni                     | 51-64 anni    |  | (29.22%) | (29.22%) |
| 65-74 anni                     | 65-74 anni    |  | (10.32%) | (10.32%) |
| 75-84 anni                     | 75-84 anni    |  | (9.16%)  | (9.16%)  |
| 85+ anni                       | 85+ anni      |  | (4.65%)  | (4.65%)  |
| aggiornamento al 3 giugno 2020 |               |  |          |          |

Questo grafico non è disponibile a causa di un problema tecnico.
Si prega di non rimuoverlo.
Fonti:
- Gruppo coordinamento emergenze sanitarie: aggiornamento 3 giugno 2020